# Hygrotus quinquelineatus
Hygrotus quinquelineatus là một loài bọ cánh cứng trong họ Bọ nước. Loài này được Zetterstedt miêu tả khoa học năm 1828.